# 一般
| ウィキペディアには「一般」という見出しの百科事典記事はありません（タイトルに「一般」を含むページの一覧/「一般」で始まるページの一覧）。 代わりにウィクショナリーのページ「一般」が役に立つかもしれません。 |